# Okręgowe rozgrywki w piłce nożnej woj. olsztyńskiego (1950/1951)
Drużyny z województwa olsztyńskiego występujące w ligach centralnych i makroregionalnych:
- I liga - brak
- II liga – Kolejarz Olsztyn

Rozgrywki okręgowe:
- Klasa A (III poziom rozgrywkowy)
- Klasa B - 2 grupy (IV poziom rozgrywkowy)
- Klasa C - 7 grup (V poziom rozgrywkowy)

Od następnego sezonu (1952) nastąpił powrót do systemu wiosna-jesień.  

## Klasa A
| Poz. | Klub                  | M  | Pkt. |
| ---- | --------------------- | -- | ---- |
| 1    | Gwardia Olsztyn       | 13 | 25   |
| 2    | Gwardia Kętrzyn       | 13 | 20   |
| 3    | Spójnia Olsztyn       | 13 | 15   |
| 4    | Spójnia Kętrzyn (b)   | 13 | 13   |
| 5    | Kolejarz Iława        | 13 | 13   |
| 6    | Kolejarz Olsztynek(b) | 13 | 8    |
| 7    | Ogniwo Giżycko (b)    | 13 | 6    |
| 8    | Kolejarz Ostróda      | 13 | 6    |

- tabela po 13 kolejkach

## Klasa B
- 3 grupy po 7 zespołów

## Klasa C
- 7 grup

## Klasa powiatowa
Na mocy decyzji SPN GKKF z 4 lutego 1951 roku, w miejsce klas A, B i C wprowadzono od sezonu 1951 klasę wojewódzką i klasy powiatowe.
Z uwagi na to, że w województwie olsztyńskim grano systemem "jesień-wiosna" (sezon 1950/51 był w połowie), zdecydowano się na dokończenie wiosną sezonu. Rozgrywki o tytuł mistrzów 19 powiatów i miasta Olsztyna (awansowały dwie) - prawdopodobnie systemem pucharowym; zwane "klasą powiatową", rozegrano w lipcu 1951 z udziałem 103 zespołów. W sierpniu odbywały się turnieje eliminacyjne o wejście do klasy wojewódzkiej 1952, którą postanowiono powiększyć z 8 do 12 zespołów. 

## Turnieje eliminacyjne

### grupa I
| Poz. | Klub                       | M | Pkt. |
| ---- | -------------------------- | - | ---- |
| 1    | WKS OSA Bartoszyce         | 4 |      |
| ?    | Gwardia Lidzbark Warmiński | 4 |      |
| ?    | Stal Ostróda               | 4 |      |
| ?    | Gwardia Barczewo           | 4 |      |
| ?    | Gwardia Pasłęk             | 4 |      |

### grupa II
| Poz. | Klub               | M | Pkt. |
| ---- | ------------------ | - | ---- |
| 1    | Spójnia Mrągowo    | 4 |      |
| ?    | Gwardia II Kętrzyn | 4 |      |
| ?    | Gwardia Pisz       | 4 |      |
| ?    | Ogniwo Węgorzewo   | 4 |      |
| ?    | Spójnia Giżycko    | 4 |      |

### grupa III
| Poz. | Klub                          | M | Pkt. |
| ---- | ----------------------------- | - | ---- |
| 1    | Gwardia II Olsztyn            | 4 |      |
| 2    | Gwardia Iława                 | 4 |      |
| ?    | Ogniwo Działdowo              | 4 |      |
| ?    | Spójnia Nowe Miasto Lubawskie | 4 |      |
| ?    | Kolejarz Morąg                | 4 |      |

### grupa IV
| Poz. | Klub                    | M | Pkt. |
| ---- | ----------------------- | - | ---- |
| 1    | Gwardia Nidzica         | 4 |      |
| ?    | Ogniwo Olsztyn          | 4 |      |
| ?    | Sparta Biskupiec        | 4 |      |
| ?    | Gwardia Braniewo        | 4 |      |
| ?    | Ogniwo Górowo Iławeckie | 4 |      |
| ?    | Gwardia Szczytno        | 4 |      |

Na mocy decyzji SPN GKKF z marca 1952, turnieje eliminacyjne o klasę wojewódzką zostały unieważnione - w sezonie 1952 wpraowdzono cztery klasy wojewódzkie.